# Hoàng Tạo
Hoàng Tạo (1936 - 2004) là nhạc sĩ Việt Nam quê ở Quảng Ngãi, được truy tặng Giải thưởng Nhà nước về Văn học Nghệ thuật năm 2007.

## Tiểu sử
Hoàng Tạo sinh ngày 1 tháng 1 năm 1936 ở huyện Bình Sơn, Quảng Ngãi.  
Năm 1953, Hoàng Tạo nhập ngũ rồi tập kết ra Bắc vào năm 1954, và là một sỹ quan Tài chính. Do đam mê và năng khiếu sáng tác âm nhạc mà được đơn vị cho đi học ở Trường Âm nhạc Việt Nam (nay là Học viện Âm nhạc quốc gia Việt Nam).  
Học xong, ông về công tác ở Đoàn Văn công quân chủng Phòng không - Không quân từ 1965 đến 1976. Sau đó về Phòng Văn nghệ Cục Chính trị quân chủng Không quân từ 1977 và nghỉ hưu vào năm 1992.
Những năm cuối đời, ông sống ở TP Hồ Chí Minh và mất tại đây vào năm 2004.

## Sự nghiệp
Trong kháng chiến chống Mỹ, Hoàng Tạo luôn sát cánh với lính phòng không để sáng tác. Các ca khúc “Pháo thủ Hàm Rồng” và “Tôi trở thành chiến sĩ pháo” ... được ra đời trong những ngày đầu của chiến tranh. Trong đó, ca khúc“Tên lửa về bên sông Đà” không chỉ là ca khúc của riêng Đoàn Sông Đà, Sư đoàn Phòng không Hà Nội hay Bộ đội Tên lửa Việt Nam mà nó đã trở thành một trong những bài ca truyền thống của bộ đội Quân chủng Phòng không - Không quân.
Hình ảnh các chiến sĩ xuất hiện nhiều trong các tác phẩm của Hoàng Tạo. Đó là “Bầu trời yêu thương”, “Tên lửa về bên sông Đà”, “Khúc ca mùa thu Thông tin”, “Quần đảo đồng đội”, “Mưa trên chốt”, “Chiếc ba lô và bài ca tình nguyện”, "Khúc ru tìm đồng đội"…
Tình yêu quê hương đất nước cũng được Hoàng Tạo thể hiện trong các ca khúc “Bình Sơn yêu thương”, “Tằm ơi, tằm ở”, “Em ca Sơn La”, “Tuổi xuân Mộc Châu”, “Tình Người để lại”… Đặc biệt, ca khúc "Đưa anh đi hái măng rừng" hát lên niềm lạc quan yêu đời, trẻ trung mà trải nghiệm cùng nhắn gửi tha thiết, được công chúng yêu thích.
Ngoài ca khúc là thế mạnh của Hoàng Tạo, ông còn sáng tác khí nhạc (nhạc không lời) gồm một số tiểu phẩm viết cho các nhạc cụ độc tấu, nhạc cho phim, múa và sân khấu, chủ yếu là để phục vụ đoàn văn công quân chủng anh đang làm việc.
Trong số gần 500 ca khúc của mình, Hoàng Tạo đã tự tuyển lựa để in thành tập "Theo dấu măng rừng".
Năm 2007, ông được truy tặng Giải thưởng Nhà nước về Văn học nghệ thuật với chùm tác phẩm “Đưa anh đi hái măng rừng”, “Chiếc ba lô và bài ca tình nguyện”, “Em ca Sơn La”, “Những mùa bay đôi”.

## Tác phẩm chính

### Âm nhạc
- "Tên lửa về bên sông Đà".
- "Những mùa bay đôi",
- "Tôi trở thành pháo thủ",
- "Đưa em đi hái măng rừng",
- "Em ca Sơn La",
- "Chiếc ba lô và bài ca tình nguyện",
- "Tuổi xanh Mộc Châu",
- "Khúc ru tìm đồng đội",
- "Bình Sơn yêu thương"
- Mây trắng,
- Én trắng,
- Mây xa,
- Hỡi đàn chim vô tư,
- Biển vẫn thế,
- Tằm ơi tằm ở…

### Sách
- Tuyển tập ca khúc "Theo dấu măng rừng".

## Vinh danh
- Giải thưởng Nhà nước về Văn học Nghệ thuật năm 2007